# Саксе-Гофмейстер, Анна
Анна Юзефа Саксе-Гофмейстер (нем. Anna Sachse-Hofmeister; 26 июля 1850, Гумпольдскирхен, Нижняя Австрия – 15 ноября 1904, Берлин) — выдающаяся немецкая оперная певица, драматическое сопрано.

## Биография
Австрийского происхождения. Родилась в семье школьного учителя и руководителя церковного хора, в котором Анна позже пела. Готовилась стать скрипачкой. В 1864 - 1866 году обучалась в Венской консерватории. Брала уроки игры на скрипке у Георга Хельмесбергера и вокала у Адели Пасси-Корнет.
Дебютировала в 1871 году на сцене оперного театра в Оломоуце в опере "Трубадур" Дж. Верди. Позже пела в Вюрцбурге, Франкфурте-на-Майне.
С 1876 года выступала в Берлинской королевской  опере.
В 1878–1880 годах – солистка Дрезденской оперы.
Была похоронена в Берлине на кладбище общины Иерусалимской и Новой церкви. Могила не сохранилась.